# دوست‌آباد (قوچان)
دوست آباد، روستایی است از توابع بخش مرکزی شهرستان قوچان در استان خراسان رضوی ایران.آب این روستا از محل قنات موجود در آن تأمین میگردد و کشاورزی آن به دو صورت دیم و آبی بوده .اعم محصولات کشاورزی این روستا گندم و جو و انگور می‌باشد

## جمعیت
این روستا در دهستان دوغائی قرار داشته و بر اساس سرشماری سال ۱۳۸۵ جمعیت آن ۳۸ نفر (۱۴ خانوار)
بوده‌است.